# Fray Felipe de Jesús Moraga
Fray Felipe de Jesús Moraga (Petapa, Guatemala 17 de junio de 1833-Santa Ana, El Salvador 26 de abril de 1905) fue un monje franciscano de origen guatemalteco que se trasladó a vivir a la ciudad de Santa Ana (El Salvador), donde realizó varias construcciones (como el Hospicio de Huérfanas (posteriormente llamado en su honor Hogar Moraga), la iglesia El Calvario, y las primeras instalaciones del colegio salesiano San José) y se desempeñó como párroco de la iglesia central de Santa Ana del 1 de mayo de 1888 a 14 de abril de 1894.

## Biografía
Fray Felipe, cuyo nombre de nacimiento era Manuel de Jesús Moraga Chinchilla, nació en Petapa (Guatemala) el 17 de junio de 1833, siendo hijo de Manuel de Jesús Moraga y Rosenda Chinchilla.
En 1851, a los 18 años, se convirtió en monje franciscano, para lo cual cambió su nombre al de Fray Felipe de Jesús Moraga. El 13 de enero de 1859 realiza su primera visita a la ciudad de Santa Ana para luego dirigirse a Sonsonate; pero será en 1872 cuando -debido a la expulsión del arzobispo guatemalteco José Bernardo Piñol y Aycinena y del Obispo de Teya Mariano Ortiz Urruela- decide exiliarse voluntariamente de Guatemala y fijar su residencia en la ciudad de Santa Ana.
En 1874 se fundaría en Santa Ana la Universidad de Occidente, en dicho lugar se desempeñaría (hasta su cierre en 1883) como decano de la facultad de Teología, y como catedrático de las clases de idioma latín (que era muy utilizados en esa época) y de filosofía. Posteriormente en 1877 el doctor Manuel Trujillo fundaría el colegio de Santa Ana (también llamado Instituto de Ciencias y Letras) en el que impartiría la clase de Latinidad o idioma Latín.
En 1882 el obispo salvadoreño José Luis Cárcamo y Rodríguez le encarga la reconstrucción de la iglesia El Calvario (iglesia que ya había sido edificada anteriormente en dos ocasiones, ambas venidas a bajo por la naturaleza), para ello forma la sociedad llamada Hermandad de Jesús, que estaría integrada por artesanos y otras personas interesadas; dicha sociedad organizaría rifas, entradas, velaciones, y representaciones del baile típico "Historia de Moros y Cristianos" para recolectar fondos para la obra. La iglesia quedaría finalizada para finales de 1885, siendo bendecida el 6 de diciembre.
Luego de la construcción del Calvario, se encargó de la construcción del Hospicio de Huérfanas, para edificar esa obra se lograron recolectar sesenta mil pesos provenientes principalmente de donaciones de Rosa del Carmén Martínez; la primera piedra del edificio sería puesta el 1 de enero de 1886, terminándose poco después. Posteriormente Fray Felipe proyectaría la construcción de un hospicio de varones, en terreno costeado por Rosa del Carmén Martínez, pero decidió que ella se lo cediese a la congregación Salesiana, que edificaría en dicho terreno el colegio salesiano San José, y para lo cual Fray Felipe amplió las construcciones hacia el sur y edificó la capilla de María Auxiliadora.
Del 1 de mayo de 1888 a 14 de abril de 1894 ejerció como párroco de la iglesia central de Santa Ana, siendo sustituido el 15 de abril de 1894 por Manuel López Mejía quien sería el último párroco de la iglesia central antes de la construcción de la Catedral. Otras obras llevadas a cabo por Fray Felipe incluyen la construcción del pabellón oriental y la capilla del colegio La Asunción (actualmente Biblioteca David Granadino y varias escuelas), la fundación de la Sociedad de Artesanos San José y de la Tercera Orden Franciscana.
Para 1905 pensaba en construir un dispensario de los pobres, pero la muerte lo sorprende a las 4 de la mañana del 26 de abril de 1905; siendo sepultado en la capilla del Hospicio (que por acuerdo del gobierno sería llamado en su honor Hogar Moraga). Posteriormente se levantó una efigie suya en el jardín de la iglesia El Calvario, y en 1914 se erigió un busto suyo al interior del hospicio.